# Margit Kaffka
Margit Kaffka (Carei, 10 giugno 1880 – Budapest, 1º dicembre 1918) è stata una scrittrice ungherese.

## Biografia
Nata in una famiglia nobile, ma decaduta, dopo la morte del padre (avvenuta quando aveva sei anni) studiò presso le suore di carità di Szatmár e successivamente ottenne il diploma di maestra. Esercitò la sua attività di insegnante prima a Miskolc, poi a Budapest.
Iniziò la sua carriera letteraria scrivendo poesie e fece parte della corrente letteraria "Nyugat" (Occidente) fin dalla sua fondazione, diventandone una delle più importanti esponenti. I contenuti presenti nelle sue opere le costarono l'allontanamento dalla nobiltà, ma godette di grande stima presso gli ambienti letterari ungheresi dell'epoca (tra i suoi estimatori vi fu anche il famoso poeta Endre Ady). Morì nel 1918, assieme al figlio, vittima dell'influenza spagnola.

## Opera
Margit Kaffka fu la prima scrittrice in Ungheria che pose, al centro delle sue opere, i problemi della donna. Le protagoniste dei suoi racconti sono donne e ragazze desiderose di vivere in modo indipendente, liberandosi dal dominio maschile che la società ungherese di inizio '900 esercitava ancora sulle donne. Nelle sue opere migliori comprese e giudicò allo stesso tempo i suoi protagonisti analizzandoli con obiettività. Il suo capolavoro è il romanzo Colori ed anni  (1912) in cui la protagonista è una donna appartenente alla nobiltà terriera: il romanzo narra della sua vita, fino al matrimonio, e del fallimento del suo stile di vita. Quest'opera occupa un posto importante nel romanzo realista ungherese. Da segnalare, inoltre, i notevoli contributi da lei dati anche alla letteratura per ragazzi, che a quei tempi era trascurata, e la sua opera pubblicistica.

### Liriche e romanzi
- Colori ed anni  (1912) - (Marietti, 1984, trad. di Marinella D'Alessandro)
- Gli anni di Maria (1912)
- Due estati (1916)
- Le fermate (1917)
- Il formicaio (1917) - (La Tartaruga, 2010, trad. di Laura Sgarioto)

### Raccolte di novelle e racconti
- Crisi silenziose (1910)
- Un romanzo incompleto e novelle (1911)
- Sul terreno cedevole (1912)
- Il ballo di Sant'Ildefonso (1914)